# Liste von Siedlungen in Frankfurt am Main
Die Mehrzahl der 94 Siedlungen in Frankfurt am Main wurde planmäßig im 20. Jahrhundert angelegt. Die Entstehungsphasen lassen sich grob in mehrere Epochen kategorisieren: Bis zum Ersten Weltkrieg entstanden vor allem Arbeitersiedlungen im Kontext der Industrialisierung (z. B. Riederwald, Hellerhofsiedlung, Kolonie Zeilsheim). Im Rahmen des Stadtplanungsprogramms Neues Frankfurt entstanden in den 1920er Jahren Siedlungen mit etwa 15.000 Wohnungen, zum Beispiel Römerstadt oder Westhausen. Während des Wiederaufbaus nach dem Zweiten Weltkrieg entstanden zunächst Flüchtlingssiedlungen (z. B. die Fritz-Kissel-Siedlung oder die Heimatsiedlung). Ab den 1960er Jahren folgten Großsiedlungen, beispielsweise Nordweststadt oder Ben-Gurion-Ring, überwiegend als Projekte des sozialen Wohnungsbaus. Ab 1995 entstanden neue Siedlungen auf ehemaligen US-amerikanischen Militärstützpunkten und den dazugehörigen Wohnvierteln, vor allem im Nordosten der Stadt um die Friedberger Warte und entlang der Homburger Landstraße. Außer militärischen Konversionsflächen wurden auch ehemalige Eisenbahn- und Industriegelände umgewidmet; so liegt das Europaviertel auf dem früheren Hauptgüterbahnhof und das Mertonviertel auf dem Stammwerk der Vereinigten Deutschen Metallwerke (VDM). 2001 begann der Bau der neuen Großsiedlung auf dem Riedberg.
Bei allen Konversionsflächen  gibt es von der Übernahme ohne wesentliche Umgestaltung, der Umgestaltung mit Nachverdichtung bis zur völligen Konvergenz nach Bodenaustausch sämtliche Varianten. Überdies finden auch Verschiebungen zwischen Wohn- und Gewerbegebieten statt. So entwickelt sich beispielsweise die in den 1960er Jahren erbaute Bürostadt Niederrad seit 2017 zum Lyoner Quartier als Mischung von Wohnen und Gewerbe, während die ehemalige US-amerikanische Wohnsiedlung Gateway Gardens wegen ihrer Nähe zum Flughafen Frankfurt Main zu einem reinen Gewerbegebiet umgestaltet wird.
2020 lebten in den 21 größten Frankfurter Siedlungen mit jeweils mehr als 3000 Einwohnern zusammen fast 120.000 Menschen, in allen 94 Siedlungen mit mehr als 1000 Einwohnern zusammen fast 260.000. Das entspricht einem Anteil von 34 Prozent aller Frankfurter Einwohner. Die einwohnerreichsten Siedlungen sind die Nordweststadt mit rund 17.500, Riedberg mit rund 15.000 und Goldstein mit rund 9.000 Einwohnern. Die Liste zeigt die Zuordnung der Siedlungen zu den Stadtteilen.
| Nr. | Name                                       | Stadtteil                                            | Einwohner | Entstehung                      | Bemerkung                                                                               |
| --- | ------------------------------------------ | ---------------------------------------------------- | --------- | ------------------------------- | --------------------------------------------------------------------------------------- |
| 45  | Adolf-Miersch-Siedlung                     | Niederrad                                            | 4362      | 1956–1965                       |                                                                                         |
|     | Alleeviertel                               | Höchst                                               |           | 2001–                           |                                                                                         |
| 40  | Albert-Schweitzer-Siedlung                 | Dornbusch                                            | 2656      | 1953–1956                       |                                                                                         |
| 1   | Siedlung am ehemaligen Lokalbahnhof        | Sachsenhausen                                        | 75        | 1862                            | Älteste und mit 1,1 Hektar kleinste Siedlung                                            |
| 49  | Siedlung An den Röthen                     | Bornheim                                             | 2265      | 1957–1964                       |                                                                                         |
| 55  | Anne-Frank-Siedlung                        | Eschersheim                                          | 825       | 1959–1960                       |                                                                                         |
| 66  | Atzelbergsiedlung                          | Seckbach                                             | 1851      | 1968–1972                       |                                                                                         |
| 69  | Siedlung Ben-Gurion-Ring                   | Nieder-Eschbach und Bonames                          | 4007      | 1976–1977                       |                                                                                         |
| 65  | Siedlung Berkersheimer Weg                 | Frankfurter Berg                                     | 1990      | 1967–1971                       |                                                                                         |
| 58  | Siedlung Birsteiner Straße                 | Fechenheim                                           | 1206      | 1961                            |                                                                                         |
| 51  | Bonames-Nord                               | Bonames                                              | 1138      | 1958–1961                       |                                                                                         |
| 10  | Bornheimer Hang                            | Bornheim                                             | 3702      | 1925–1929, 1951–1953            | Neues Frankfurt                                                                         |
| 13  | Siedlung Bruchfeldstraße                   | Niederrad                                            | 1786      | 1926–1928                       | Neues Frankfurt                                                                         |
|     | Bürostadt Niederrad                        | Niederrad                                            |           | ab 1969                         | 144 Hektar; ursprünglich reines Gewerbegebiet, seit 2017 Umwandlung zum Lyoner Quartier |
| 301 | Carl-Schurz-Siedlung Hansaallee            | Westend-Nord                                         |           | 1950                            | ehemalige Housing-Area                                                                  |
| 50  | Carl-Sonnenschein-Siedlung                 | Sossenheim                                           | 2537      | 1958–1961                       |                                                                                         |
| 20  | Carl-von-Weinberg-Siedlung                 | Westend-Nord                                         | 1281      | 1930–1934                       | Erbaut für die Angestellten des nahegelegenen I.G.-Farben-Hauses                        |
| 64  | Siedlung Dietesheimer Straße               | Fechenheim                                           | 1092      | 1964                            |                                                                                         |
| 11  | Siedlung Dornbusch Ost                     | Eckenheim                                            | 1834      | 1925–1939, 1950–1960            |                                                                                         |
| 38  | Siedlung Dornbusch West                    | Dornbusch                                            | 1869      | 1952–1959                       |                                                                                         |
| 27  | Eberhard-Wildermuth-Siedlung               | Griesheim                                            | 4749      | 1948–1970                       |                                                                                         |
|     | Edwards-Siedlung                           | Berkersheim                                          |           | 1957                            | ehemalige Housing-Area                                                                  |
| 7   | Eisenbahnersiedlung                        | Nied                                                 | 1742      | 1918–1930, 1951–1961            |                                                                                         |
| 2   | Engelsruhe                                 | Unterliederbach                                      | 2360      | 1892, 1929, 1948–1974           |                                                                                         |
| 53  | Siedlung Espenstraße                       | Griesheim                                            | 3106      | 1958–1962                       |                                                                                         |
|     | Europaviertel                              | Gallus                                               |           | 2006–ca. 2020                   | Ehemaliger Hauptgüterbahnhof                                                            |
| 8   | Ferdinand-Hofmann-Siedlung                 | Sindlingen                                           | 3762      | 1919–1930, 1959–1960            |                                                                                         |
| 24  | Siedlung Frankfurter Berg                  | Frankfurter Berg                                     | 2131      | 1935–1937, 1947–1953            |                                                                                         |
| 540 | Preungesheim Ost (Frankfurter Bogen)       | Preungesheim                                         |           | 2004-ca. 2015                   |                                                                                         |
|     | Friedenau                                  | Zeilsheim                                            |           | 1950–1951                       |                                                                                         |
| 12  | Friedrich-Ebert-Siedlung                   | Gallus                                               | 3358      | 1925–1939, 1950–1956            |                                                                                         |
| 303 | Friedrich-Wilhelm-von-Steuben-Siedlung     | Ginnheim                                             | 1031      | 1954–1955                       | ehemalige Housing-Area                                                                  |
| 28  | Fritz-Kissel-Siedlung                      | Sachsenhausen-Süd                                    | 3695      | 1950–1955                       |                                                                                         |
|     | Gateway Gardens                            | Flughafen                                            |           | 1945, 2008–ca. 2022             | ehemalige Housing-Area, heute reines Gewerbegebiet                                      |
| 306 | Gibbs-Siedlung                             | Eckenheim                                            | 883       | 1945                            | ehemalige Housing-Area                                                                  |
| 22  | Goldstein                                  | Schwanheim                                           | 8488      | 1932, 1962–1965, 1971–1972      |                                                                                         |
| 71  | Goldstein-Süd                              | Schwanheim                                           | 2829      | 1981                            |                                                                                         |
| 18  | Heimatsiedlung I                           | Sachsenhausen-Nord                                   | 2274      | 1927–1933                       | Neues Frankfurt                                                                         |
| 21  | Heimatsiedlung II                          | Sachsenhausen-Nord                                   | 1073      | 1931                            |                                                                                         |
| 70  | Siedlung Heinrich-Lübke-Straße             | Praunheim                                            | 1363      | 1977–1982                       |                                                                                         |
| 37  | Heinrich-von-Stephan-Siedlung              | Dornbusch                                            | 1856      | 1952–1955                       |                                                                                         |
| 3   | Hellerhofsiedlung                          | Gallus                                               | 6189      | 1901–1904, 1929–1938            | Neues Frankfurt                                                                         |
| 57  | Henri-Dunant-Siedlung                      | Sossenheim                                           | 2443      | 1961                            |                                                                                         |
| 63  | Siedlung Hermann-Brill-Straße              | Sindlingen                                           | 1276      | 1962–1963                       |                                                                                         |
|     | Siedlung Höhenblick                        | Ginnheim                                             |           | 1926–1927                       | Neues Frankfurt                                                                         |
| 43  | Siedlung Ibellstraße/Ludwig-Hensler-Straße | Unterliederbach                                      | 877       | 1955–1960                       |                                                                                         |
| 52  | Siedlung Im Mellsig                        | Eschersheim                                          | 1024      | 1958–1961                       |                                                                                         |
| 34  | Industriehofsiedlung                       | Bockenheim                                           | 576       | 1951–1956                       |                                                                                         |
| 54  | Karl-Kirchner-Siedlung                     | Preungesheim                                         | 2818      | 1958–1971                       |                                                                                         |
| 56  | Siedlung Kelsterbacher Weg                 | Schwanheim                                           | 2551      | 1960                            |                                                                                         |
|     | Kolonie                                    | Zeilsheim                                            |           | 1900–1916, 1925                 | ehemalige Siedlung der Hoechst AG                                                       |
| 9   | Kuhwaldsiedlung                            | Bockenheim                                           | 2432      | 1919–1922                       |                                                                                         |
| 61  | Siedlung Langweidenstraße                  | Hausen                                               | 1316      | 1961–1973                       |                                                                                         |
| 62  | Siedlung Leo-Gans-Straße                   | Fechenheim                                           | 1697      | 1962                            |                                                                                         |
|     | Lerchesberg                                | Sachsenhausen-Süd                                    |           | 1956                            |                                                                                         |
| 23  | Siedlung Liederbacher Straße/Johannesallee | Unterliederbach                                      | 1355      | 1934–1936, 1955–1961            |                                                                                         |
|     | Lindenviertel                              | Höchst                                               |           |                                 |                                                                                         |
| 67  | Siedlung Mainfeld                          | Niederrad                                            | 1994      | 1974–1976                       |                                                                                         |
| 4   | Siedlung Marbachweg                        | Eckenheim                                            | 525       | 1910–1914                       |                                                                                         |
| 44  | Märchensiedlung                            | Zeilsheim                                            | 2210      | 1955–1975                       |                                                                                         |
|     | Mertonviertel                              | Heddernheim, Niederursel                             |           | 1988–ca. 2014                   | Bebauung erst nach aufwändiger Altlastensanierung                                       |
| 59  | Siedlung Niederkirchweg                    | Nied                                                 | 2976      | 1961–1969                       |                                                                                         |
| 60  | Nordweststadt                              | Niederursel (überwiegend), Heddernheim und Praunheim | 15890     | 1961–1972                       |                                                                                         |
|     | Otto-Brenner-Siedlung                      | Sossenheim                                           |           | 1977                            |                                                                                         |
|     | Parkstadt                                  | Unterliederbach                                      |           | 1994–1996, 2012–                |                                                                                         |
| 33  | Postsiedlung                               | Bockenheim                                           | 930       | 1951–1954                       |                                                                                         |
| 15  | Siedlung Praunheim                         | Praunheim                                            | 3114      | 1926–1930                       | Neues Frankfurt                                                                         |
| 14  | Siedlung Raimundstraße                     | Dornbusch                                            | 450       | 1926–1930, 1951–1952            | Neues Frankfurt (erster Bauabschnitt)                                                   |
| 543 | Rebstock                                   | Bockenheim                                           |           | 2002                            |                                                                                         |
| 6   | Siedlung Reichelstraße                     | Ginnheim                                             | 1953      | 1913–1925, 1957–1962            |                                                                                         |
|     | Riedberg                                   | Kalbach-Riedberg (überwiegend) und Niederursel       |           | 1999–ca. 2018                   |                                                                                         |
| 5   | Riederwald                                 | Riederwald                                           | 4423      | 1910–1920, 1925–1927, 1970–1978 |                                                                                         |
|     | Riedwiese                                  | Niederursel                                          |           |                                 |                                                                                         |
| 68  | Robert-Dissmann-Siedlung                   | Sossenheim                                           | 1855      | 1975–1976                       |                                                                                         |
| 17  | Römerstadt                                 | Heddernheim                                          | 2493      | 1927–1929                       | Neues Frankfurt                                                                         |
| 42  | Siedlung Sieringstraße                     | Unterliederbach                                      | 1226      | 1955–1956                       |                                                                                         |
| 48  | Siedlung Sigmund-Freud-Straße              | Eckenheim                                            | 876       | 1957–1959                       |                                                                                         |
| 32  | Taunusblick                                | Zeilsheim                                            | 3663      | 1950–1962                       |                                                                                         |
| 16  | Tellersiedlung                             | Oberrad                                              | 80        | 1927                            | Neues Frankfurt                                                                         |
| 35  | Walter-Kolb-Siedlung                       | Preungesheim                                         | 1136      | 1951–1961                       |                                                                                         |
|     | Westerbachsiedlung                         | Sossenheim                                           |           |                                 |                                                                                         |
| 19  | Westhausen                                 | Praunheim                                            | 2268      | 1929–1931, 1949                 | Neues Frankfurt                                                                         |
|     | Wiesenau                                   | Niederursel                                          |           | 1911                            |                                                                                         |
| 25  | Willi-Brundert-Siedlung                    | Hausen                                               | 1774      | 1936, 1969–1975                 |                                                                                         |
| 39  | Siedlung Wöllstädter Straße                | Bornheim                                             | 2561      | 1952–1964                       |                                                                                         |
|     | Wurzelsiedlung                             | Gutleutviertel                                       |           | 1921                            |                                                                                         |